# Edmond Develle
Louis, Charles, Edmond Develle est un homme politique français né le 6 avril 1831 à Bar-le-Duc (Meuse) et mort le 20 décembre 1909 à Paris.

## Biographie
Fils d'un employé de préfecture, il devient avoué à Bar-le-Duc puis adjoint au maire de la ville sous le Second Empire. 
Frère de Jules Develle, déjà député et futur sénateur et ministre, il se lance également en politique. Il est conseiller général du canton de Revigny sur Ornain depuis novembre 1877 quand il est élu député à une élection partielle de 1879. Il siège au sein de la Gauche républicaine. Il est réélu en 1881 et passe au Sénat en 1885, où il se montre très actif sur les accords internationaux. Il devient la même année président du conseil général. Après 1886, il se met en retrait face à Henri Poincaré, ami de son père. Au siècle suivant, il garde la présidence du Conseil général malgré le fait qu'il laisse Poincaré dominer le Conseil. Il vote l'ensemble des lois républicaines et est réélu en 1906 avec le soutien de Poincaré. Il meurt en fonction en 1909.

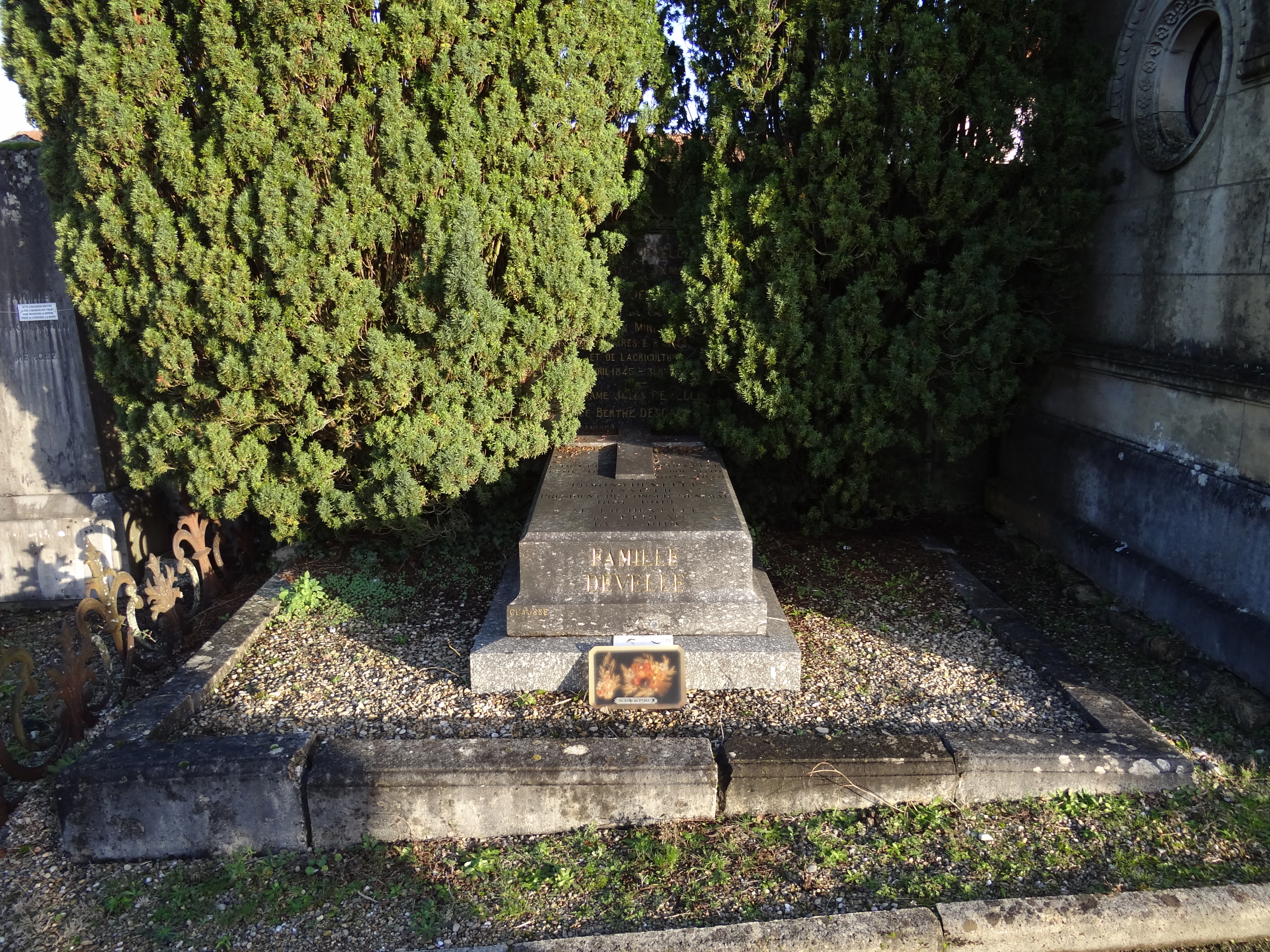
La tombe d'Edmond Develle au cimetière de Bar-le-Duc (Meuse).

## Sources
- « Edmond Develle », dans Adolphe Robert et Gaston Cougny, Dictionnaire des parlementaires français, Edgar Bourloton, 1889-1891 [détail de l’édition]
- « Edmond Develle », dans le Dictionnaire des parlementaires français (1889-1940), sous la direction de Jean Jolly, PUF, 1960 [détail de l’édition]
- Dir. Jean El Gammal, François Roth et Jean-Claude Delbreil, Dictionnaire des Parlementaires lorrains de la Troisième République, Metz, Serpenoise, 2006 (ISBN 2-87692-620-2, OCLC 85885906, lire en ligne), p. 209